# Kabinett Barre II
Das Kabinett Barre II wurde am 31. März 1977 ernannt, nachdem Raymond Barre am 30. März 1977 erneut Premierminister geworden war. Das Kabinett löste damit die erste Regierung Barre ab und wurde in den folgenden Monaten mehrfach umgebildet. Die Regierung blieb ein Jahr lang bis zum 1. April 1978 im Amt und wurde dann vom Kabinett Barre III abgelöst.

## Kabinett

### Minister
Dem Kabinett gehörten folgende Minister an:
| Amt                                                   | Name                 | Beginn der Amtszeit | Ende der Amtszeit  |
| ----------------------------------------------------- | -------------------- | ------------------- | ------------------ |
| Premierminister, Minister für Wirtschaft und Finanzen | Raymond Barre        | 30. März 1977       | 1. April 1978      |
| Siegelbewahrer, Justizminister                        | Alain Peyrefitte     | 31. März 1977       | 1. April 1978      |
| Außenminister                                         | Louis de Guiringaud  | 30. März 1977       | 1. April 1978      |
| Innenminister                                         | Christian Bonnet     | 31. März 1977       | 1. April 1978      |
| Verteidigungsminister                                 | Yvon Bourges         | 30. März 1977       | 1. April 1978      |
| Minister für Zusammenarbeit                           | Robert Galley        | 30. März 1977       | 1. April 1978      |
| Minister für Kultur und Umwelt                        | Michel d’Ornano      | 31. März 1977       | 1. April 1978      |
| Minister für Ausrüstung und Raumplanung               | Jean-Pierre Fourcade | 31. März 1977       | 26. September 1977 |
| Minister für Ausrüstung und Raumplanung               | Fernand Icart        | 26. September 1977  | 1. April 1978      |
| Bildungsminister                                      | René Haby            | 30. März 1977       | 1. April 1978      |
| Landwirtschaftsminister                               | Pierre Méhaignerie   | 31. März 1977       | 1. April 1978      |
| Minister für Industrie, Handel und Handwerk           | René Monory          | 31. März 1977       | 1. April 1978      |
| Arbeitsminister                                       | Christian Beullac    | 30. März 1977       | 1. April 1978      |
| Ministerin für Gesundheit und soziale Sicherheit      | Simone Veil          | 30. März 1977       | 1. April 1978      |
| Außenhandelsminister                                  | André Rossi          | 30. März 1977       | 1. April 1978      |

### Beigeordnete Minister und Staatssekretäre
Dem Kabinett gehören ferner folgende Beigeordnete Minister und Staatssekretäre an:
| Amt | Name                        | Beginn der Amtszeit | Ende der Amtszeit  |  |
| --- | --------------------------- | ------------------- | ------------------ |  |
| Beigeordneter Minister für Wirtschaft und Finanzen                                                      | Robert Boulin               | 31. März 1977       | 1. April 1978      |  |
| Staatssekretär für Post und Telekommunikation                                                           | Norbert Ségard              | 31. März 1977       | 1. April 1978      |  |
| Staatssekretär für Veteranen                                                                            | André Bord                  | 31. März 1977       | 26. September 1977 |  |
| Staatssekretär für Veteranen                                                                            | Jean-Jacques Beucler        | 26. September 1977  | 1. April 1978      |  |
| Staatssekretärin für Universitäten                                                                      | Alice Saunier-Séïté         | 31. März 1977       | 1. April 1978      |  |
| Staatssekretär für Jugend und Sport                                                                     | Jean-Pierre Soisson         | 31. März 1977       | 1. Juni 1977       |  |
| Staatssekretär für Jugend und Sport                                                                     | Paul Dijoud                 | 8. Juni 1977        | 1. April 1978      |  |
| Staatssekretär beim Premierminister für die Beziehungen zum Parlament                                   | Christian Poncelet          | 31. März 1977       | 26. September 1977 |  |
| Staatssekretär beim Premierminister für die Beziehungen zum Parlament                                   | André Bord                  | 26. September 1977  | 1. April 1978      |  |
| Staatssekretär beim Premierminister für den öffentlichen Dienst                                         | Maurice Ligot               | 31. März 1977       | 1. April 1978      |  |
| Staatssekretär beim Premierminister für Forschung                                                       | Jacques Sourdille           | 31. März 1977       | 1. April 1978      |  |
| Staatssekretär beim Premierminister                                                                     | Jacques Dominati            | 31. März 1977       | 1. April 1978      |  |
| Staatssekretärin beim Siegelbewahrer und im Justizministerium                                           | Monique Pelletier           | 10. Januar 1978     | 1. April 1978      |  |
| Staatssekretär im Außenministerium                                                                      | Pierre-Christian Taittinger | 31. März 1977       | 26. September 1977 |  |
| Staatssekretär im Außenministerium                                                                      | Jean-François Deniau        | 26. September 1977  | 1. April 1978      |  |
| Staatssekretär für die Überseegebiete im Innenministerium                                               | Olivier Stirn               | 31. März 1977       | 1. April 1978      |  |
| Staatssekretär für lokale Behörden im Innenministerium                                                  | Marc Bécam                  | 31. März 1977       | 1. April 1978      |  |
| Staatssekretär im Verteidigungsministerium                                                              | Jean-Jacques Beucler        | 31. März 1977       | 26. September 1977 |  |
| Staatssekretär für Tourismus im Ministerium für Kultur und Umwelt                                       | Jacques Médecin             | 31. März 1977       | 1. April 1978      |  |
| Staatssekretär für den Haushalt beim Beigeordneten Minister für Wirtschaft und Finanzen                 | Pierre Bernard-Reymond      | 31. März 1977       | 1. April 1978      |  |
| Staatssekretärin für Verbraucherangelegenheiten beim Beigeordneten Minister für Wirtschaft und Finanzen | Christiane Scrivener        | 31. März 1977       | 1. April 1978      |  |
| Staatssekretär für Wohnungsbau im Ministerium für Ausrüstung und Raumplanung                            | Jacques Barrot              | 31. März 1977       | 1. April 1978      |  |
| Staatssekretär für Verkehr im Ministerium für Ausrüstung und Raumplanung                                | Marcel Cavaillé             | 31. März 1977       | 1. April 1978      |  |
| Staatssekretär für Raumplanung im Ministerium für Ausrüstung und Raumplanung                            | Paul Dijoud                 | 31. März 1977       | 8. Juni 1977       |  |
| Staatssekretär im Landwirtschaftsministerium                                                            | Jacques Blanc               | 31. März 1977       | 1. April 1978      |  |
| Staatssekretär im Ministerium für Industrie, Handel und Handwerk                                        | Antoine Rufenacht           | 31. März 1977       | 1. April 1978      |  |
| Staatssekretär im Ministerium für Industrie, Handel und Handwerk                                        | Claude Coulais              | 31. März 1977       | 1. April 1978      |  |
| Staatssekretär im Arbeitsministerium                                                                    | Lionel Stoléru              | 31. März 1977       | 1. April 1978      |  |
| Staatssekretär im Arbeitsministerium                                                                    | Jacques Legendre            | 31. März 1977       | 1. April 1978      |  |
| Staatssekretärin für die Beschäftigung von Frauen im Arbeitsministerium                                 | Nicole Pasquier             | 10. Januar 1978     | 1. April 1978      |  |
| Staatssekretär im Ministerium für Gesundheit und soziale Sicherheit                                     | René Lenoir                 | 31. März 1977       | 1. April 1978      |  |
| Staatssekretärin im Ministerium für Gesundheit und soziale Sicherheit                                   | Hélène Missoffe             | 31. März 1977       | 1. April 1978      |  |